# Криворіжгаз
АТ «Криворіжгаз» — акціонерне товариство, яке займається розподіленням, транспортуванням та постачанням газу у місті Кривий Ріг на Дніпропетровщині.

## Історія
28 січня 1957 року була створена контора газового господарства «Криворіжгаз» з підпорядкуванням її Криворізькому міськкомунгоспу. Використовувався коксовий газ, була створена перша аварійна служба. Це стало здобутком Василя Легкова, майстер коксового цеху коксохімічного заводу добивався реалізації ідей за допомогою вищого керівництва СРСР. 

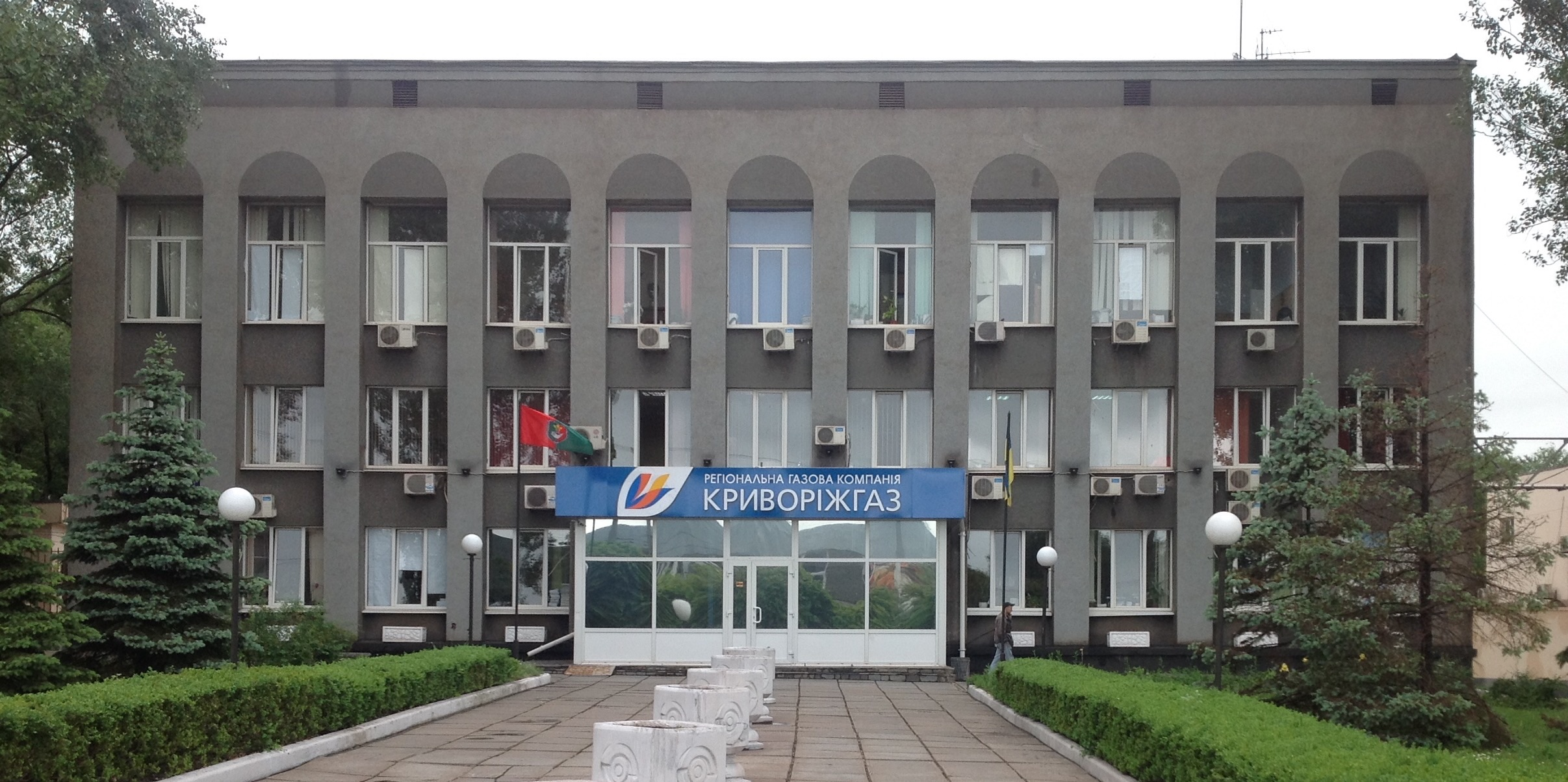
Головний офіс компанії

З 1957 по 1959 роки коксовим газом газифікували 5 694 квартири, 7 котелень, 9 промислових підприємств, 12 комунально-побутових об'єктів, побудовано та введено в експлуатацію 51 км газопроводів (головним стали Дніпропетровськ-Кривий Ріг та Шебелинка-Дніпропетровськ-Кривий Ріг). Управління газового господарства було перейменоване в виробничо-експлуатаційне управління газового господарства, а пізніше — у Міжрайонне виробниче управління газового господарства. Після становлення України МВУГГ реорганізовано в державне підприємство по газопостачанню та газифікації (ДП «Криворіжгаз», відкрите акціонерне товариство з 1995 року, публічне акціонерне товариство з 2011 року).
За даними реєстру власників цінних паперів, акціонерами ПАТ «Криворіжгаз», частка в статутному капіталі яких становить понад 10 % були: ERISWELL TRADING LIMITED (Кіпр)  — 17,8 % акцій; SAGACITY LIMITED (Кіпр) — 12,5 % акцій; SODEMAN LIMITED (Кіпр) — 13,8 % акцій; TANTER HOLDINGS LIMITED (Кіпр) — 15,0 % акцій; HUMGATE HOLDINGS LIMITED — 21,1 % акцій; ПАТ «Дніпрогаз» — 10,75 % акцій.
Наразі газифіковано місто Кривий Ріг, 2 селища та 62 сіл Криворізького Району. Рівень газифікації регіону складає 98 %. В експлуатації перебуває 3036,3 км розподільних газопроводів, 753 газорегуляторних пунктів, 2171 комбінованих будинкових регуляторів тиску, 412 станцій катодного захисту. Компанія здійснює контроль за будівництвом та прийняттям в експлуатацію об'єктів систем газопостачання. Аварійна служба 104 працює 24 години на добу, 7 днів на тиждень. Аварійні виклики виконуються безплатно. Служби користуються автопарком автомобілів Volkswagen.
До березня 2023 року «Криворіжгаз» належав ПрАТ «Газтек», фактичним власником підприємства був Дмитро Фірташ.
З 21 березня 2023 року АТ «Криворіжгаз» перейшло під державне управління групи компаній «Нафтогаз України».